# A Vasas SC 2015–2016-os szezonja
Ez a szócikk a Vasas SC 2015–2016-os szezonjáról szól.

## Vezetőedző-váltások
| Távozott vezetőedző | A távozás módja   | A távozás ideje    | Helyezés a tabellán | Érkezett vezetőedző | A kinevezés ideje | Forrás |
| ------------------- | ----------------- | ------------------ | ------------------- | ------------------- | ----------------- | ------ |
| Szanyó Károly       | felmentették      | 2015. október 19.  | 11.                 | Simon Antal         | 2015. október 19. | [ 1 ]  |
| Simon Antal         | szerződése lejárt | 2015. december 31. | 11.                 | Michael Oenning     | 2016. január 1.   | [ 2 ]  |

## Statisztikák
Utolsó elszámolt mérkőzés dátuma: 2016. február 27.

### Összesített statisztika
A felkészülési mérkőzéseket nem vettük figyelembe.
| Lejátszott mérkőzés*              | 25 (22 OTP Bank Liga, 3 Magyar kupa) |
| Győzelem                          | 8 (6 OTP Bank Liga, 2 Magyar kupa) |
| Döntetlen                         | 1 (1 OTP Bank Liga, 0 Magyar kupa) |
| Vereség                           | 16 (15 OTP Bank Liga, 1 Magyar kupa) |
| Szerzett gól                      | 35 (20 OTP Bank Liga, 15 Magyar kupa) |
| Kapott gól                        | 40 (38 OTP Bank Liga, 2 Magyar kupa) |
| Gólkülönbség                      | –5 |
| Sárga lap                         | 67 (59 OTP Bank Liga, 8 Magyar kupa) |
| Kiállítás                         | 2 (2 OTP Bank Liga, 0 Magyar kupa) |
| Legtöbbet figyelmeztetett játékos | minden hazai kiírás: 8 figyelmeztetés: Adamović (8 ) csak OTP Bank Liga: 7 figyelmeztetés: Adamović, (7 ) s-p                                            |
| Legnagyobb arányú győzelem        | 12–0 Hidasnémeti VSC (megye II), idegenben (2015. 08. 12. – Magyar kupa, 1. forduló)                                                                     |
| Legnagyobb arányú vereség         | 1–5 Ferencvárosi TC, idegenben (2015. 10. 31. – OTP Bank Liga, 14. forduló) és 0–4 Debreceni VSC, idegenben (2016. 02. 13. – OTP Bank Liga, 20. forduló) |
| Legmagasabb hazai nézőszám        | 4 500 néző, Újpest FC 1–3 (2015. 08. 29. – OTP Bank Liga, 2. forduló)                                                                                    |
| Legalacsonyabb hazai nézőszám     | 950 néző, Puskás Akadémia FC 2–4 (2015. 11. 28. – OTP Bank Liga, 17. forduló)                                                                            |
| Góllövőlista                      | 8 gól: Remili (4 OTP Bank Liga, 4 Magyar kupa), 6 gól: Kenesei (3 OTP Bank Liga, 3 Magyar kupa)                                                          |
| Pont*                             | 19/66 (28,8%) |

* Csak az OTP Bank Liga kiírást figyelembe véve.

### Kiírások
Dőlttel a jelenleg még le nem zárult kiírásokat illetve az azokban elért helyezést jelöltük.
| Kiírás        | Statisztikák | Statisztikák | Statisztikák | Statisztikák | Statisztikák | Statisztikák | Kezdő forduló/ helyezés  | Végső forduló/ helyezés | Mérkőzések dátumai | Mérkőzések dátumai |
| Kiírás        | M            | GY           | D            | V            | LG–KG        | GK           | Kezdő forduló/ helyezés  | Végső forduló/ helyezés | Első               | Utolsó             |
| ------------- | ------------ | ------------ | ------------ | ------------ | ------------ | ------------ | ------------------------ | ----------------------- | ------------------ | ------------------ |
| OTP Bank Liga | 22           | 06           | 01           | 15           | 20 – 38      | –18          | 9.                       | 10.                     | 2015. 07. 18.      | 2016. 02. 27.      |
| Magyar kupa   | 03           | 02           | 0            | 01           | 15 – 02      | +13          | 1. forduló (legjobb 112) | 3. forduló (legjobb 32) | 2015. 08. 12.      | 2015. 10. 21.      |
| Összesen      | 25           | 08           | 01           | 16           | 35 – 40      | 0–5          |                          |                         |                    |                    |

### Góllövőlista
A táblázat a felkészülési mérkőzéseken esett találatokat nem tartalmazza.
| Játékos           | Összesen | Gólok száma   | Gólok száma |
| Játékos           | Összesen | OTP Bank Liga | Magyar kupa |
| ----------------- | -------- | ------------- | ----------- |
| Összesen          | 35       | 20            | 15          |
| Remili Mohamed    | 8        | 4             | 4           |
| Kenesei Krisztián | 6        | 3             | 3           |
| Czvitkovics Péter | 5        | 1             | 4           |
| Könyves Norbert   | 2        | 2             | 0           |
| Lázok János       | 2        | 1             | 1           |
| Novák Csanád      | 2        | 2             | 0           |
| Jevhen Pavlov     | 2        | 2             | 0           |
| Ádám Martin       | 1        | 1             | 0           |
| Berecz Zsombor    | 1        | 0             | 1           |
| Debreceni András  | 1        | 1             | 0           |
| Ferenczi István   | 1        | 1             | 0           |
| Gál Mátyás        | 1        | 0             | 1           |
| Osváth Attila     | 1        | 1             | 0           |
| Vojo Ubiparip     | 1        | 1             | 0           |
| öngól             | 1        | 0             | 1           |

### Nézőszámok
Az alábbi táblázatban a Vasas SC 2015–16-os szezonjának hazai nézőszámai szerepelnek.
A táblázat nem tartalmazza a felkészülési mérkőzéseket.
      OTP Bank Liga
      Magyar kupa
      Liga-kupa
      Bajnokok ligája
      Európa-liga
| Időpont       | Kiírás, forduló            | Ellenfél                  | Nézőszám   | Helyszín                 |
| 2015. 07. 18. | OTP Bank Liga, 2. forduló  | Újpest                    | 04 500 fő  | Illovszky Rudolf Stadion |
| 2015. 08. 01. | OTP Bank Liga, 3. forduló  | Ferencváros               | 03 000 fő  | Illovszky Rudolf Stadion |
| 2015. 08. 15. | OTP Bank Liga, 5. forduló  | Videoton                  | 02 500 fő  | Illovszky Rudolf Stadion |
| 2015. 08. 29. | OTP Bank Liga, 7. forduló  | MTK                       | 02 000 fő  | Illovszky Rudolf Stadion |
| 2015. 09. 19. | OTP Bank Liga, 9. forduló  | Debrecen                  | 02 850 fő  | Illovszky Rudolf Stadion |
| 2015. 10. 03. | OTP Bank Liga, 11. forduló | Paks                      | 01 500 fő  | Illovszky Rudolf Stadion |
| 2015. 10. 17. | OTP Bank Liga, 12. forduló | Diósgyőr                  | 01 800 fő  | Illovszky Rudolf Stadion |
| 2015. 11. 28. | OTP Bank Liga, 17. forduló | Puskás Akadémia           | 0950 fő    | Illovszky Rudolf Stadion |
| 2015. 12. 02. | OTP Bank Liga, 15. forduló | Békéscsaba                | 01 150 fő  | Illovszky Rudolf Stadion |
| 2015. 12. 12. | OTP Bank Liga, 19. forduló | Honvéd                    | 01 000 fő  | Illovszky Rudolf Stadion |
| 2016. 02. 20. | OTP Bank Liga, 21. forduló | Haladás                   | 02 032 fő  | Illovszky Rudolf Stadion |
| Összesen      | 11 OTP Bank Liga mérkőzés  | 11 OTP Bank Liga mérkőzés | 023 282 fő | átlag: 02 117 fő         |
| Összesen      | 0 Magyar Kupa mérkőzés     | 0 Magyar Kupa mérkőzés    | –          | –                        |
| Összesen      | 11 mérkőzés                | 11 mérkőzés               | 023 282 fő | átlag: 02 117 fő         |

### Játékvezetők
Azon játékvezetők, akik legalább egy mérkőzést vezettek a Vasas SC csapatának. 
A táblázat nem tartalmazza a felkészülési- és nemzetközi kupamérkőzéseket.
| Játékvezető       | Mérkőzés száma | Mérkőzés száma | Összesen |
| Játékvezető       | OTP Bank Liga  | Magyar kupa    | 25       |
| ----------------- | -------------- | -------------- | -------- |
| Erdős József      | 3              |                | 3        |
| Németh Ádám       | 3              |                | 3        |
| Solymosi Péter    | 3              |                | 3        |
| Bognár Tamás      | 2              |                | 2        |
| Farkas Ádám       | 2              |                | 2        |
| Kassai Viktor     | 2              |                | 2        |
| Pintér Csaba      | 2              |                | 2        |
| Vad II. István    | 2              |                | 2        |
| Andó-Szabó Sándor | 1              |                | 1        |
| Iványi Zoltán     |                | 1              | 1        |
| Karakó Ferenc     | 1              |                | 1        |
| Nagy Róbert       |                | 1              | 1        |
| Sándor Csaba      |                | 1              | 1        |
| Szabó Zsolt       | 1              |                | 1        |

## OTP Bank Liga
Győzelem
      Döntetlen
      Vereség
| 1. forduló |

| DVTK | 2 – 1 | Vasas |
| ---- | ----- | ----- |
|      |       |       |

| Részletek |

| 2. forduló |

| Vasas | 1 – 3 | Újpest |
| ----- | ----- | ------ |
|       |       |        |

| Részletek |

| 3. forduló |

| Vasas | 0 – 2 | Ferencváros |
| ----- | ----- | ----------- |
|       |       |             |

| Részletek |

| 4. forduló |

| Békéscsaba | 0 – 2 | Vasas |
| ---------- | ----- | ----- |
|            |       |       |

| Részletek |

| 5. forduló |

| Vasas | 2 – 1 | Videoton |
| ----- | ----- | -------- |
|       |       |          |

| Részletek |

| 6. forduló |

| Puskás Ak. | 1 – 0 | Vasas |
| ---------- | ----- | ----- |
|            |       |       |

| Részletek |

| 7. forduló |

| Vasas | 0 – 1 | MTK |
| ----- | ----- | --- |
|       |       |     |

| Részletek |

| 8. forduló |

| Honvéd | 0 – 1 | Vasas |
| ------ | ----- | ----- |
|        |       |       |

| Részletek |

| 9. forduló |

| Vasas | 0 – 1 | DVSC–Teva |
| ----- | ----- | --------- |
|       |       |           |

| Részletek |

| 10. forduló |

| Haladás | 1 – 1 | Vasas |
| ------- | ----- | ----- |
|         |       |       |

| Részletek |

| 11. forduló |

| Vasas | 1 – 2 | Paks |
| ----- | ----- | ---- |
|       |       |      |

| Részletek |

| 12. forduló |

| Vasas | 0 – 1 | DVTK |
| ----- | ----- | ---- |
|       |       |      |

| Részletek |

| 13. forduló |

| Újpest | 2 – 0 | Vasas |
| ------ | ----- | ----- |
|        |       |       |

| Részletek |

| 14. forduló |

| Ferencváros | 5 – 1 | Vasas |
| ----------- | ----- | ----- |
|             |       |       |

| Részletek |

| 15. forduló |

| Vasas | 4 – 0 | Békéscsaba |
| ----- | ----- | ---------- |
|       |       |            |

| Részletek |

| 16. forduló |

| Videoton | 2 – 0 | Vasas |
| -------- | ----- | ----- |
|          |       |       |

| Részletek |

| 17. forduló |

| Vasas | 2 – 4 | Puskás Ak. |
| ----- | ----- | ---------- |
|       |       |            |

| Részletek |

| 18. forduló |

| MTK | 2 – 1 | Vasas |
| --- | ----- | ----- |
|     |       |       |

| Részletek |

| 19. forduló |

| Vasas | 2 – 1 | Honvéd |
| ----- | ----- | ------ |
|       |       |        |

| Részletek |

| 20. forduló |

| DVSC–Teva | 4 – 0 | Vasas |
| --------- | ----- | ----- |
|           |       |       |

| Részletek |

| 21. forduló |

| Vasas | 1 – 0 | Haladás |
| ----- | ----- | ------- |
|       |       |         |

| Részletek |

| 22. forduló |

| Paks | 3 – 0 | Vasas |
| ---- | ----- | ----- |
|      |       |       |

| Részletek |

| 23. forduló |

| Honvéd | 0 – 0 | Vasas |
| ------ | ----- | ----- |
|        |       |       |

| Részletek |

| 24. forduló |

| Vasas | – | DVSC–Teva |
| ----- | - | --------- |
|       |   |           |

| Részletek |

| 25. forduló |

| Paks | – | Vasas |
| ---- | - | ----- |
|      |   |       |

| Részletek |

| 26. forduló |

| Vasas | – | Ferencváros |
| ----- | - | ----------- |
|       |   |             |

| Részletek |

| 27. forduló |

| Videoton | – | Vasas |
| -------- | - | ----- |
|          |   |       |

| Részletek |

| 28. forduló |

| Vasas | – | Újpest |
| ----- | - | ------ |
|       |   |        |

| Részletek |

| 29. forduló |

| Haladás | – | Vasas |
| ------- | - | ----- |
|         |   |       |

| Részletek |

| 30. forduló |

| Vasas | – | DVTK |
| ----- | - | ---- |
|       |   |      |

| Részletek |

| 31. forduló |

| Békéscsaba | – | Vasas |
| ---------- | - | ----- |
|            |   |       |

| Részletek |

| 32. forduló |

| Vasas | – | Puskás Ak. |
| ----- | - | ---------- |
|       |   |            |

| Részletek |

| 33. forduló |

| MTK | – | Vasas |
| --- | - | ----- |
|     |   |       |

| Részletek |

### Első kör
Győzelem
      Döntetlen
      Vereség
| 1. forduló 2015. július 18., szombat 18.00 |

| Diósgyőri VTK                                                       | 2 – 1               | Vasas SC                        |
| ------------------------------------------------------------------- | ------------------- | ------------------------------- |
| Grumić 28' Grúz 36' Kovács 19' Nikházi 45' Egerszegi 72' Takács 79' | (2 – 1) Jegyzőkönyv | 14' Lázok 45' Osváth 55' Berecz |

| DVTK-stadion, Diósgyőr Nézőszám: 4 351 Játékvezető: Solymosi Péter (magyar) Asszisztensek: Horváth Róbert és Kelemen Attila |

| 2. forduló 2015. július 25., szombat 20.30 |

| Vasas                                             | 1 – 3               | Újpest FC                                      |
| ------------------------------------------------- | ------------------- | ---------------------------------------------- |
| Remili 41' Grúz 63' Pajović 49′, 76′ Hangya 90+1' | (1 – 1) Jegyzőkönyv | 30' Mohl 52' Sallói 59' 80' Sanković 33' Heris |

| Illovszky Rudolf Stadion, Budapest Nézőszám: 4 500 Játékvezető: Vad II. István (magyar) Asszisztensek: Király Krisztián, Theodoros Georgiou |

| 3. forduló 2015. augusztus 1., szombat 20.30 |

| Vasas SC                        | 0 – 2               | Ferencvárosi TC                       |
| ------------------------------- | ------------------- | ------------------------------------- |
| Hangya 37' Lázok 43' Remili 70' | (0 – 0) Jegyzőkönyv | 48' 59' Böde 7' Somalia 90+2' Dilaver |

| Illovszky Rudolf Stadion, Budapest Nézőszám: 3 000 Játékvezető: Kassai Viktor (magyar) Asszisztensek: Ring György és Bognár Tamás |

| 4. forduló 2015. augusztus 8., szombat 18.00 |

| Békéscsaba 1912 Előre                                 | 0 – 2               | Vasas SC                                                |
| ----------------------------------------------------- | ------------------- | ------------------------------------------------------- |
| Spitzmüller 45' Piermayr 67' Calvente 71' Borbély 87′ | (0 – 0) Jegyzőkönyv | 52' Remili 57' Novák 12' Debreceni 18' Lázok 68' Berecz |

| Kórház utcai stadion, Békéscsaba Nézőszám: 2 914 Játékvezető: Szabó Zsolt (magyar) Asszisztensek: Kelemen Attila és Kormányos II. Gábor |

| 5. forduló 2015. augusztus 15., szombat 18.00 |

| Vasas SC                         | 2 – 1               | Videoton FC                                |
| -------------------------------- | ------------------- | ------------------------------------------ |
| Novák 48' Remili 76' Pajović 17' | (0 – 1) Jegyzőkönyv | 45+2' 49' Kovács 28' Heffler 42' Ivanovski |

| Illovszky Rudolf Stadion, Budapest Nézőszám: 2 500 Játékvezető: Solymosi Péter (magyar) Asszisztensek: Dr. Varga Zsolt és Takács Gábor |

| 6. forduló 2015. augusztus 22., szombat 18.00 |

| Puskás Akadémia FC                | 1 – 0               | Vasas SC                          |
| --------------------------------- | ------------------- | --------------------------------- |
| Pekár 85' Fodor 32' Pauljević 82' | (0 – 0) Jegyzőkönyv | 51' Lázok 65' Adamović 90' Remili |

| Pancho Aréna, Felcsút Nézőszám: 2 081 Játékvezető: Bognár Tamás (magyar) Asszisztensek: Lémon Oszkár és Theodoros Georgiou |

| 7. forduló 2015. augusztus 29., szombat 18.00 |

| Vasas SC | 0 – 1               | MTK Budapest FC                              |
| -------- | ------------------- | -------------------------------------------- |
|          | (0 – 0) Jegyzőkönyv | 85' Szatmári 64' Vass 66' Vadnai 84' Hegedüs |

| Illovszky Rudolf Stadion, Budapest Nézőszám: 2 000 Játékvezető: Németh Ádám (magyar) Asszisztensek: Viszokai László és Király Krisztián |

| 8. forduló 2015. szeptember 12., szombat 18.00 |

| Budapest Honvéd FC                | 0 – 1               | Vasas SC                                                |
| --------------------------------- | ------------------- | ------------------------------------------------------- |
| Lovrić 24' Délczeg 68' Baráth 90' | (0 – 1) Jegyzőkönyv | 18' Osváth 8' Hangya 13' Novák 33' Adamović 60' Pajović |

| Bozsik József Stadion, Budapest Nézőszám: 2 530 Játékvezető: Erdős József (magyar) Asszisztensek: Ring György, Becséri Gergely |

| 9. forduló 2015. szeptember 19., szombat 18.00 |

| Vasas SC                                        | 0 – 1               | Debreceni VSC–Teva                      |
| ----------------------------------------------- | ------------------- | --------------------------------------- |
| Vukasović 20' Adamović 40' Pajović 72' Ádám 87' | (0 – 0) Jegyzőkönyv | 77' Kulcsár 41' Ferenczi 72' Castillion |

| Illovszky Rudolf Stadion, Budapest Nézőszám: 2 850 Játékvezető: Pintér Csaba (magyar) Asszisztensek: dr. Varga Zsolt és Márkus Tamás |

| 10. forduló 2015. szeptember 26., szombat 18.00 |

| Swietelsky Haladás                     | 1 – 1               | Vasas SC                                     |
| -------------------------------------- | ------------------- | -------------------------------------------- |
| Gaál 52' Nagy 57' Popin 79' Király 83' | (0 – 0) Jegyzőkönyv | 88' Kenesei 49' Ubiparip 54' Berecz 61' Grúz |

| Rohonci úti stadion, Szombathely Nézőszám: 4 085 Játékvezető: Solymosi Péter (magyar) Asszisztensek: Berettyán Péter és Lémon Oszkár |

| 11. forduló 2015. október 3., szombat 18.00 |

| Vasas SC                                    | 1 – 2               | Paksi FC                                       |
| ------------------------------------------- | ------------------- | ---------------------------------------------- |
| Remili 60' Osváth 67' Pavlov 85' Grúz 90+3' | (0 – 2) Jegyzőkönyv | 23' Koltai 42' Bartha 40' Rodenbücher 75' Papp |

| Illovszky Rudolf Stadion, Budapest Nézőszám: 1 500 Játékvezető: Bognár Tamás (magyar) Asszisztensek: Berettyán Péter és Erős Gábor |

### Második kör
Győzelem
      Döntetlen
      Vereség
| 12. forduló 2015. október 17., szombat 18.00 |

| Vasas SC                 | 0 – 1               | Diósgyőri VTK                                      |
| ------------------------ | ------------------- | -------------------------------------------------- |
| Könyves 36' Remili 90+1' | (0 – 0) Jegyzőkönyv | 70' Bacsa 36' Tamás 80' Lipták 81' Okuka 88' James |

| Illovszky Rudolf Stadion, Budapest Nézőszám: 1 050 Játékvezető: Karakó Ferenc (magyar) Asszisztensek: Viszokai László és Becséri Gergely |

- Vasas: Nagy G. — Osváth, Grúz, Pajović, Hangya — Czvitkovics, Vukasović, Berecz (Vida 74') — Könyves (Novák  62'), Pavlov (Kenesei  62'), Remili · Fel nem használt cserék: Hermány (kapus), Adamović, Ádám, Debreceni.

| 13. forduló 2015. október 24., szombat 18.00 |

| Újpest FC                | 2 – 0               | Vasas SC                            |
| ------------------------ | ------------------- | ----------------------------------- |
| Diagne 80' 85' Forró 84' | (0 – 0) Jegyzőkönyv | 4' Könyves 53' Remili 79' Debreceni |

| Szusza Ferenc Stadion, Budapest Nézőszám: 1 834 Játékvezető: Erdős József (magyar) Asszisztensek: Dr. Varga Zsolt és Demeter János |

- Vasas: Nagy G. — Osváth (Vida  7'), Grúz, Debreceni, Hangya — Vukasović, Czvitkovics (Berecz  65'), Adamović (Novák  62') — Könyves , Pavlov, Remili · Fel nem használt cserék: Hermány (kapus), Kenesei, Preklet, Ubiparip.

| 14. forduló 2015. október 31., szombat 18.00 |

| Ferencvárosi TC                                     | 5 – 1               | Vasas SC                                                              |
| --------------------------------------------------- | ------------------- | --------------------------------------------------------------------- |
| Šesták 3' 60' Varga 23' 63' Leandro 26' Ramírez 81' | (3 – 0) Jegyzőkönyv | 46' Ubiparip 43' Adamović 60' Grúz 62' Preklet 69' Debreceni 80' Ádám |

| Groupama Aréna, Budapest Nézőszám: 6 873 Játékvezető: Farkas Ádám (magyar) Asszisztensek: Lémon Oszkár és Takács Gábor |

- Vasas: Nagy G. — Preklet, Grúz, Debreceni, Pajovics, Hangya — Vukaszovics, Adamovics (Ubiparip  46'), Berecz — Remili, Könyves (Ádám  78') · Fel nem használt cserék: Hermány (kapus), Pavlov, Kenesei, Vida, Czvitkovics.

| 16. forduló 2015. november 21., szombat 15.30 |

| Videoton FC                       | 2 – 0               | Vasas SC                   |
| --------------------------------- | ------------------- | -------------------------- |
| Kovács 10' Gyurcsó 33' Pátkai 63' | (2 – 0) Jegyzőkönyv | 31' Adamović 74' Vukasović |

| Sóstói Stadion, Székesfehérvár Nézőszám: 1 616 Játékvezető: Pintér Csaba (magyar) Asszisztensek: Lémon Oszkár és Kóbor Péter |

- Vasas: Nagy G. — Preklet, Debreceni, Pajovics, Grúz — Vida, Vukaszovics , Adamovics (Könyves  46'), Remili (Berecz  84') — Pavlov, Ubiparip (Novák  75') · Fel nem használt cserék: Hermány (kapus), Hangya, Kenesei, Romic. Vezetőedző: Simon Antal.

| Csapat   | Labdabirtoklás | Támadások | Lövés | Kapura lövés | Gól | Passz | Pontos passz | Passz % | Cselek | Sikeres cselek |
| -------- | -------------- | --------- | ----- | ------------ | --- | ----- | ------------ | ------- | ------ | -------------- |
| Videoton | 54%            | 112       | 10    | 3            | 2   | 557   | 457          | 82%     | 42     | 27 (64%)       |
| Vasas    | 46%            | 87        | 9     | 1            | 0   | 471   | 377          | 80%     | 25     | 10 (40%)       |

| 17. forduló 2015. november 28., szombat 15.30 |

| Vasas SC                                                                        | 2 – 4               | Puskás Akadémia FC                                         |
| ------------------------------------------------------------------------------- | ------------------- | ---------------------------------------------------------- |
| Ádám 23' 44' Czvitkovics 74' Vukasović 39' Debreceni 53' Preklet 56' Remili 73′ | (1 – 3) Jegyzőkönyv | 34' Debreceni 36' Bačelić-Grgić 40' 85' Tischler 19' Pekár |

| Illovszky Rudolf Stadion, Budapest Nézőszám: 950 Játékvezető: Vad II István (magyar) Asszisztensek: Berettyán Péter és Márkus Tamás |

| 15. forduló 2015. december 2., szerda 18.30 |

| Vasas SC                                                                              | 4 – 0               | Békéscsaba 1912 Előre |
| ------------------------------------------------------------------------------------- | ------------------- | --------------------- |
| Könyves 41' 51' Pavlov 64' Kenesei 84' Pajović 20' Ádám 53' Debreceni 58' Preklet 81' | (1 – 0) Jegyzőkönyv | 66' Bényei 80' Laczkó |

| Illovszky Rudolf Stadion, Budapest Nézőszám: 1 150 Játékvezető: Farkas Ádám (magyar) Asszisztensek: ifj. Varga Gábor és Demeter János |

| 18. forduló 2015. december 5., szombat 15.30 |

| MTK Budapest FC                         | 2 – 1               | Vasas SC                                      |
| --------------------------------------- | ------------------- | --------------------------------------------- |
| Torghelle 8' 53' Thian 76' Vadnai 90+1' | (1 – 1) Jegyzőkönyv | 22' Pavlov 74' Adamović 75' Romić 89' Kenesei |

| Illovszky Rudolf Stadion, Budapest Nézőszám: 714 Játékvezető: Kassai Viktor (magyar) Asszisztensek: Kóbor Péter és Huszár Balázs |

| 19. forduló 2015. december 12., szombat 15.30 |

| Vasas SC                                       | 2 – 1               | Budapest Honvéd FC   |
| ---------------------------------------------- | ------------------- | -------------------- |
| Kenesei 75' Debreceni 79' Pajović 33' Ádám 77' | (0 – 1) Jegyzőkönyv | 42' Kamber 31' Botka |

| Illovszky Rudolf Stadion, Budapest Nézőszám: 1 000 Játékvezető: Németh Ádám (magyar) Asszisztensek: Bozó Zoltán és Becséri Gergely |

| 20. forduló 2016. február 13., szombat 15.30 |

| Debreceni VSC–TEVA                        | 4 – 0               | Vasas SC      |
| ----------------------------------------- | ------------------- | ------------- |
| Bódi 5' Horváth 26' Holman 35' Sidibe 49' | (3 – 0) Jegyzőkönyv | 73' Debreceni |

| Nagyerdei stadion, Debrecen Nézőszám: 2 124 Játékvezető: Erdős József (magyar) Asszisztensek: Erős Gábor és Kormányos II. Gábor |

A debrecenieknek öt percre sem volt szüksége az első góljuk megszerzéséhez, Horváth Zsolt bal oldali beadását követően Bódi Ádám lőtt 12 méterről a hálóba (1–0). A folytatásban támadásban maradtak a hazaiak, és néhány kimaradt lehetőség után a 26. percben megduplázta előnyét, a télen igazolt Holman Dávid tette Horváth elé a labdát, ő pedig 12 méterről a kapu jobb oldalába helyezett (2–0). A 35. percben egy jobb oldali szabadrúgást követően nem tudtak felszabadítani a vendégek védői, Holman lecsapott a labdára, és 7 méterről a hálóba bombázott (3–0). A 49. percben lőtte negyedik gólját a Loki, ezúttal Sidibe volt a gólszerző, 10 méterről, a bal alsó sarkot vette be (4–0). A második félidőben már nem volt kérdés, hogy a hazaiak begyűjtik a három pontot, vissza is vettek kissé, a Vasas előtt is adódtak lehetőségek, de a vendégek erejéből végül a szépítésre sem futotta, a DVSC teljesen megérdemelt győzelmet aratott.
Remekül kezdtük a találkozót, ez is volt a célunk, hogy az elejétől domináljunk és nyomást gyakoroljunk az ellenfelünkre. Nagyon szép találattal szereztünk vezetést, majd a szünetre már háromgólos előnnyel mehettünk. Jól kezdtük a második félidőt is, de van hiányérzetem, mert szerettem volna, ha ismét megzörgetjük a Vasas hálóját. Új igazolásunk, Holman Dávid jó teljesítményének örülünk, azért került ide, mert jó játékosnak tartjuk, ezt várjuk tőle, de tud még ennél is jobban futballozni. Örömteli volt, hogy a szurkolók a nyíregyházi mérkőzés után ezúttal is végig buzdítottak minket, sokat segítettek a csapatnak.
Nem gondoltuk volna, hogy ilyen hamar elveszítjük a fonalat. Gyorsan jött a Debrecen első gólja, és utána is sok hibát követtünk el, a szünetig még két találatot szereztek a hazaiak. A második félidőben javult valamit a játékunk, ha akkor belőjük a nagy helyzetünket, akkor tudtunk volna szorosabb eredményt produkálni, ehelyett kontrából kaptunk egy újabb a gólt. Összeszedtük utána magunkat, volt olyan időszak, amikor elfogadhatóan játszottunk, ebből kell erőt meríteni.
| Csapat   | Labdabirtoklás | Lövés | Kapura lövés | Gól | Támadások | Passz % |
| -------- | -------------- | ----- | ------------ | --- | --------- | ------- |
| Debrecen | 45%            | 9     | 7            | 4   | 120       | 77%     |
| Vasas    | 55%            | 14    | 3            | 0   | 110       | 81%     |

- Holman Dávid góllal tért vissza a magyar élvonalba. A ferencvárosi nevelésű középpályás a negyedik találatánál tart, ha eddig gólt szerzett, csapata megnyerte a mérkőzését. A mostanit megelőzően legutóbb 2013. szeptember 14-én, a Pápa ellen lőtt gólt.[4]

| 21. forduló 2016. február 20., szombat 15.30 |

| Vasas SC                                                | 1 – 0               | Swietelsky Haladás                                  |
| ------------------------------------------------------- | ------------------- | --------------------------------------------------- |
| Ferenczi 82' (11-esből) Vida 37' Preklet 67' Pavlov 79' | (0 – 0) Jegyzőkönyv | 47' Williams 49′, 53′ Jagodics 81' Wils 85' Halmosi |

| Illovszky Rudolf Stadion, Budapest Nézőszám: 2 032 Játékvezető: Németh Ádám (magyar) Asszisztensek: Bozó Zoltán és Horváth Róbert |

Az első félidőben egyik csapat sem tudott komolyabb helyzeteket kialakítani, pedig mindkét oldalon próbálkoztak becsülettel a támadók. A második félidőben Jagodics Márk percek alatt összeszedett két sárga lapot, így az 53. percben emberhátrányba került a Haladás. A Vasas aktívabbá vált támadásban, a helyzetek kialakításában is előre tudott lépni, de gólt végül csak büntetőből szerzett: a 82. percben a pillanatokkal korábban csereként beállt veterán csatár, Ferenczi István harcolt ki büntetőt, amit ő maga értékesített, ezzel a találattal a Michael Oenning vezette angyalföldiek megnyerték a találkozót, és elkerültek a kiesőzónából.
A Haladás türelmesen futballozott, mi próbáltuk felmérni a gyengeségeit. Könnyebb helyzetünk volt, miután emberelőnybe kerültünk, de ekkor is kockáztatnunk kellett, mert a döntetlen nem lett volna elegendő. Egy újabb vereség egyenesen katasztrófával ért volna fel. Megpróbáltunk biztonságosan futballozni, de lendületre is szükségünk volt. Fordulópontnak tekinthető a kiállítás, illetve Ferenczi István tizenegyese, amelyet Király Gábor majdnem hárított.
Számos lehetőségünk adódott a gólszerzésre az első félidőben, a szünetre egy-két gólos előnnyel mehettünk volna. Miután emberhátrányba kerültünk, kevesebb lehetőségünk adódott a gólszerzésre. Igaz, a hajrában így is egyenlíthettünk volna. Csak halkan jegyezném meg, hogy a nekünk megítélt tizenegyes még várat magára a tavasszal. Az első félidőben a játékvezető, valamint az alapvonalnál álló Solymosi Péter úgy ítélte meg, Gaál Bálint ellökte ellenfelét. Pedig szerintem éppen a támadónk ellen szabálytalankodtak.
- A Vasas a Haladás, a Honvéd és a Békéscsaba ellen sem kapott ki még a mostani idényben, pedig mindhárom csapattal két mérkőzést játszott. E három vetélytárson kívül ellenben csak a Videotontól szerzett egyszer pontot, igaz, akkor hármat.[6]

| 22. forduló 2016. február 27., szombat 15.30 |

| Paksi FC                                            | 3 – 0               | Vasas SC              |
| --------------------------------------------------- | ------------------- | --------------------- |
| Lenzsér 45' 41' Bartha 58' Kulcsár 76' 50' Hahn 72' | (1 – 0) Jegyzőkönyv | 29' Adamović 32' Vida |

| Fehérvári úti stadion, Paks Nézőszám: 1 500 Játékvezető: Andó-Szabó Sándor (magyar) Asszisztensek: Erős Gábor és Farkas Balázs |

- Vasas: Nagy G. — Preklet, Korcsmár, Debreceni, Hangya — Vida, Adamović (Novák  60'), Berecz — Müller, Ádám, Remili (Pavlov  60') · Fel nem használt cserék: Póser (kapus), Ristevski, Könyves, Ignatidisz, Szivacski. Vezetőedző: Michael Oenning.

Az első félidőben a Vasas aktívabb volt támadásban, de komolyabb lehetőségeket nem tudott kidolgozni a hazai kapu előtt. A 45. percben vezetést szerzett a Paks, Koltai Tamás szabadrúgása után a labda megpattant egy lábon, Lenzsér Bence pedig közelről a hálóba továbbított (1–0). Az 58. percben Bertus a jobb oldalról tette Bartha Lászlónak a labdát, ő egy átvételt követően kapura tört, majd kilőtte a bal sarkot (2–0). A 76. percben végleg eldőlt minden kérdés, Szabó János az alapvonal közeléből tette vissza a labdát az érkező Kulcsár Dávidhoz, aki nem hibázta el a helyzetet, a hálóba továbbított (3–0).
Fegyelmezetten, jól futballoztunk, végig uralni tudtuk a játékot, kevés lehetőséget hagytunk az ellenfelünknek. Helyenként egész jól játszottunk, és három gólt rúgtunk, ami önmagáért beszél. Megérdemelten nyertük meg ezt a mérkőzést. A sorsolásból adódóan két hét múlva ismét erre a találkozóra kerül sor, de az egy egészen más meccs lesz, nem szabad messzemenő következtetéseket levonni a mostaniból, arra mérkőzésre. A jövő tekintetében egy fontos összecsapáson vagyunk túl, amit belülről éreztünk is. Megpróbáltuk a fizikálisan erősebb Vasast focival megverni, és ez sikerült is.
Próbáltuk a játékot úgy szervezni, hogy lehetőleg mi tudjunk támadni, ám el kell ismernem, hogy gólhelyzeteket nem igazán sikerült kialakítanunk. Hiába próbálkoztunk a gólszerzéssel, ez nem sikerült. Az első gól előtti szabadrúgás erősen vitatható volt, sajnos abból kaptuk a gólt, a Paks pedig két gyors ellentámadással eldöntötte a találkozó sorsát. Az ilyen típusú mérkőzéseknél az első gól megszerzése nagyon fontos, döntő lehet, hogy melyik csapat éri azt el. Lélektani szempontból a lehető legrosszabbkor kaptuk az elsőt, a félidő utolsó pillanatában. Sajnos az első félidőben mindkét védekező középpályásunk - Vida és Adamovic - is korán besárgult, ami óvatosságra késztette őket az ütközéseknél. Utóbbit egyébként épp a második gólnál akartam lecserélni. A második és a harmadik találatot egy-egy gyors kontrából kaptuk, ezeknél a szituációknál nem jól szerveztük meg a védekezésünket, ott sajnos hibáztunk hátul. Összességében ellenfelünk győzelme megérdemelt volt. Az egyetlen pozitívum, hogy érzésem szerint sikerült olykor nyomást gyakorolnunk a Paks csapatára, e tekintetben láttam fejlődést a csapatomnál, erre kell építkeznünk.
- Lenzsér Bence a második, Bartha László a negyedik, Kulcsár Dávid az első gólját szerezte a bajnoki idényben. Barthának ez volt az első gólja Pakson, szeptember 26. óta.[8]

### Harmadik kör
Győzelem
      Döntetlen
      Vereség
| 23. forduló 2016. március 5., szombat 18.00 |

| Budapest Honvéd FC                            | 0 – 0       | Vasas SC                             |
| --------------------------------------------- | ----------- | ------------------------------------ |
| Botka 40' Vasiljević 50' Eppel 59′ Gazdag 70′ | Jegyzőkönyv | 33' Risztevszki 52' Vida 90' Könyves |

| Bozsik József Stadion, Budapest Nézőszám: 1 659 Játékvezető: Karakó Ferenc (magyar) Asszisztensek: Ring György és Theodoros Georgiou |

Vasas: Nagy — Preklet, Korcsmár, Debreceni , Hangya — Vida (Berecz  72'), Ristevski (Könyves  75'), Müller, Novák, Ádám — Remili (Pavlov  87') · Fel nem használt cserék: Póser (kapus), Ignatídisz, Adamović, Romić. Vezetőedző: Michael Oenning.

Az első félidőben mezőnyben kiegyenlített volt a találkozó, a nagyobb lehetőségek viszont a Vasas előtt adódtak, Horváth kapusnak kétszer is nagyot kellett védenie. A második félidőben nagy csata zajlott a pályán, ezt jelzi, hogy a játékvezető két piros lapot is kiosztott, az 59. percben Eppel Márton, a 70. percben Gazdag Dániel jutott a kiállítás sorsára. Az utolsó bő 20 percben hiába játszott kettős emberelőnyben a Vasas, nem tudta begyötörni a győztes találatot, gól nélküli döntetlennel ért véget a mérkőzés.
Nem vonnék párhuzamot a Fradi, illetve a Vasas elleni mérkőzés között. A Fradi elleni győzelmet nem kell szégyellnünk… De ennél is fontosabb, hogy a Honvéd minden szabályt betart, alkalmazkodik hozzá, mondhatnánk, együtt dobog a szívünk a szövetséggel, mert mi is a magyar labdarúgás felemelkedését szolgáljuk azzal, hogy játszatjuk a fiataljainkat. A Ferencváros kiemelkedik a magyar mezőnyből, a Vasas és köztünk azonban sok a hasonlóság. Ott is, itt is rossz a pálya, mindkét csapatnak jelentős a múltja, és reméljük, szebb lesz a jövője. Mindenesetre nehéz meccsre számítottam, tudtam, a Vasas hasonló taktikát alkalmaz ellenünk, mint mi egy hete. De sajnos hiába futballoztunk fölényben, nem tudtuk feltörni a vendégek védekezését. A kiállítások miatt borult a terv, ráadásul akkor kellett módosítanunk az elképzeléseinken, amikor a fölény már gólokban is megmutatkozhatott volna. A második kiállítás után visszaálltunk, és örültünk az egy pontnak is.
Sokat támadtunk Pakson, de ott a kapott gól felborította a taktikánkat. Éppen ezért arra törekedtünk a Honvéd ellen, hogy ne kapjunk gólt, és aztán ha sikerül, kontraakciókkal veszélyeztessünk. Taktikánk tökéletesen bevált. A kettős emberelőny kissé megzavart bennünket, hiszen az első vagy a második kiállítás után kicsit bátrabban kellett volna futballozni, nem pedig előreívelgetni a labdát, hogy aztán csak lesz valami. A helyeztek kihasználása hiányzott, de örömteli, hogy elértük a húszpontos határvonalat, messze kerültünk a kiesőzónától. Persze sokkal boldogabbak is lehettünk volna, ám ne feledjük, a Ferencvárost verő Honvéddal mérkőztünk meg.

### Tabella
| #   | Csapat                       | M  | GY | D  | V  | G+ – G– | GK  | P  | Megjegyzések                                   |
| --- | ---------------------------- | -- | -- | -- | -- | ------- | --- | -- | ---------------------------------------------- |
| 1.  | Ferencvárosi TC (B, KGY) (I) | 33 | 24 | 4  | 5  | 69–23   | +46 | 76 | 2016–2017-es Bajnokok Ligája – 2. selejtezőkör |
| 2.  | Videoton CV (I)              | 33 | 17 | 4  | 12 | 42–29   | +13 | 55 | 2016–2017-es Európa-liga – 1. selejtezőkör     |
| 3.  | Debreceni VSC (I)            | 33 | 14 | 11 | 8  | 48–34   | +14 | 53 | 2016–2017-es Európa-liga – 1. selejtezőkör     |
| 4.  | MTK Budapest (I)             | 33 | 14 | 9  | 10 | 39–37   | +2  | 51 | 2016–2017-es Európa-liga – 1. selejtezőkör     |
| 5.  | Szombathelyi Haladás         | 33 | 13 | 11 | 9  | 33–37   | −4  | 50 |                                                |
| 6.  | Újpest FC                    | 33 | 11 | 13 | 9  | 42–37   | +5  | 46 |                                                |
| 7.  | Paksi FC                     | 33 | 12 | 7  | 14 | 41–40   | +1  | 43 |                                                |
| 8.  | Budapest Honvéd FC           | 33 | 12 | 7  | 14 | 40–39   | +1  | 43 |                                                |
| 9.  | Diósgyőri VTK                | 33 | 10 | 8  | 15 | 37–47   | −10 | 38 |                                                |
| 10. | Vasas SC Ú                   | 33 | 9  | 5  | 19 | 32–54   | −22 | 32 |                                                |
| 11. | Puskás Akadémia (K)          | 33 | 7  | 10 | 16 | 35–51   | −16 | 31 | NB II                                          |
| 12. | Békéscsaba 1912 Előre Ú (K)  | 33 | 6  | 9  | 18 | 25–55   | −30 | 27 | NB II                                          |

Utolsó frissítés: 2016. április 30. 
Forrás: mlsz.hu - tabella 
A rangsorolás alapszabályai: 1. összpontszám, 2. egymás elleni eredmények összpontszáma, 3. gólkülönbség, 4. szerzett gólok száma.
(B): Bajnokcsapat, (K): Kieső csapat, (F): Feljutó csapat, (I): Kupainduló, (R): A rájátszás győztese, (KGY): Kupagyőztes

### Eredmények összesítése
Az alábbi táblázatban összesítve szerepelnek a Vasas SC 2015–16-os bajnokságban elért eredményei.

A százalék számítás a 3 pontos rendszerben történik.
| Kör (forduló)            | Otthon | Otthon | Otthon | Otthon | Otthon | Otthon | Otthon | Otthon | Idegenben | Idegenben | Idegenben | Idegenben | Idegenben | Idegenben | Idegenben | Idegenben |
| Kör (forduló)            | M      | GY     | D      | V      | LG–KG  | GK     | P      | %      | M         | GY        | D         | V         | LG–KG     | GK        | P         | %         |
| ------------------------ | ------ | ------ | ------ | ------ | ------ | ------ | ------ | ------ | --------- | --------- | --------- | --------- | --------- | --------- | --------- | --------- |
| Első kör (1–11.)         | 6      | 2      | 0      | 3      | 5–9    | –4     | 6      | 33,3   | 5         | 1         | 1         | 3         | 4–5       | –1        | 4         | 26,6      |
| Második kör (12–21.)     | 5      | 3      | 0      | 2      | 9–6    | +3     | 9      | 60,0   | 6         | 0         | 0         | 6         | 2–18      | –16       | 0         | 0,0       |
| Harmadik kör (22–33.)    | —      | —      | —      | —      | –      | —      | —      | —      | —         | —         | —         | —         | –         | —         | —         | —         |
| Összesen (1–33. forduló) | 11     | 5      | 0      | 5      | 14–15  | –1     | 15     | 45,6   | 11        | 1         | 1         | 9         | 6–23      | –17       | 4         | 12,1      |

### Helyezések fordulónként
| Forduló  | 1  | 2   | 3   | 4  | 5  | 6  | 7   | 8  | 9   | 10  | 11  | 12  | 13  | 14  | 15  | 16  | 17  | 18  | 19  | 20  | 21  | 22  | 23 | 24 | 25 | 26 | 27 | 28 | 29 | 30 | 31 | 32 | 33 |
| -------- | -- | --- | --- | -- | -- | -- | --- | -- | --- | --- | --- | --- | --- | --- | --- | --- | --- | --- | --- | --- | --- | --- | -- | -- | -- | -- | -- | -- | -- | -- | -- | -- | -- |
| Helyszín | I  | O   | O   | I  | O  | I  | O   | I  | O   | I   | O   | O   | I   | I   | O   | I   | O   | I   | O   | I   | O   | I   | I  | O  | I  | O  | I  | O  | I  | O  | I  | O  | I  |
| Eredmény | V  | V   | V   | GY | GY | V  | V   | GY | V   | D   | V   | V   | V   | V   | GY  | V   | V   | V   | GY  | V   | GY  | V   |    |    |    |    |    |    |    |    |    |    |    |
| Helyezés | 9. | 11. | 11. | 9. | 8. | 9. | 10. | 9. | 11. | 10. | 11. | 11. | 11. | 11. | 11. | 11. | 11. | 11. | 11. | 11. | 10. | 10. |    |    |    |    |    |    |    |    |    |    |    |

Helyszín: O = Otthon; I = Idegenben. Eredmény: GY = győzelem; D = döntetlen; V = vereség.
A csapat helyezései fordulónként, idővonalon ábrázolva.

### Szerzett pontok ellenfelenként
Az OTP Bank Ligában lejátszott mérkőzések és a megszerzett pontok a Vasas SC szemszögéből, 
ellenfelenként bontva, a csapatok nevének abc-sorrendjében.
| Ellenfél              | Eredmény            | Eredmény            | Eredmény     | Eredmény     | Pontok |
| Ellenfél              | Első és második kör | Első és második kör | Harmadik kör | Harmadik kör | Pontok |
| Ellenfél              | Otthon              | Idegenben           | Otthon       | Idegenben    | Pontok |
| --------------------- | ------------------- | ------------------- | ------------ | ------------ | ------ |
| Békéscsaba 1912 Előre | 4–0                 | 2–0                 | —            |              | 6      |
| Budapest Honvéd FC    | 2–1                 | 1–0                 |              | —            | 6      |
| Debreceni VSC         | 0–1                 | 0–4                 |              | —            | 0      |
| Diósgyőri VTK         | 0–1                 | 1–2                 | —            |              | 0      |
| Ferencvárosi TC       | 0–2                 | 1–5                 | —            |              | 0      |
| MTK Budapest FC       | 0–1                 | 1–2                 | —            |              | 0      |
| Paksi FC              | 1–2                 | 0–3                 |              | —            | 0      |
| Puskás Akadémia FC    | 2–4                 | 0–1                 |              | —            | 0      |
| Swietelsky Haladás    | 1–0                 | 1–1                 |              | —            | 4      |
| Újpest FC             | 1–3                 | 0–2                 | —            |              | 0      |
| Videoton FC           | 2–1                 | 0–2                 |              | —            | 3      |

## Magyar kupa
Győzelem
      Döntetlen
      Vereség

### 1. forduló
Az első forduló sorsolását az MLSZ székházában 2015. július 22-én készítették el.
Résztvevők: összesen 112 csapat.
| 2015. augusztus 12. 17.00 |

| Hidasnémeti VSC (megye II) | 0 – 12              | Vasas SC                                                                                  |
| -------------------------- | ------------------- | ----------------------------------------------------------------------------------------- |
| Eperjesi 47'               | (0 – 4) Jegyzőkönyv | 7' 48' 69' Kenesei 9' 59' 84' Czvitkovics 37' Lázok 42' Gál 46' 62' 87' Remili 76' Berecz |

| Hidasnémeti Sportcentrum, Hidasnémeti Játékvezető: Sándor Csaba (magyar) Asszisztensek: Szilágyi Norbert és Benkő Róbert |

### 2. forduló
A második forduló sorsolását az MLSZ székházában 2015. augusztus 25-én készítették el.
Résztvevők: összesen 56 csapat.
A Szolnoki MÁV FC az első fordulóban a megye I. osztályú Hévíz SK csapatát verte 1–0 arányban, idegenben.
| 2015. szeptember 22. 18.00 |

| Szolnoki MÁV FC (NB III)   | 1 – 2               | Vasas SC                                                                    |
| -------------------------- | ------------------- | --------------------------------------------------------------------------- |
| Pokorni 90+2′ Kovács 90+2' | (1 – 1) Jegyzőkönyv | 34' Czvitkovics 53' Papucsek 36' Vukasović 64' Pavlov 88' Hangya 90' Osváth |

| Tiszaligeti stadion, Szolnok Játékvezető: Nagy Róbert (magyar) Asszisztensek: Márkus Tamás és Punyi Gyula |

### 3. forduló
A harmadik forduló sorsolását az MLSZ székházában 2015. szeptember 25-én készítették el.
Résztvevők: összesen 32 csapat.
A Nyíregyháza Spartacus FC az első fordulóban hosszabbításban a szintén NB III-as Putnok FC csapatát verte 2–0-ra hazai pályán, míg a 2. fordulóban szintén hazai pályán a másodosztályú Vác FC együttesét verte 4–0-ra.
| 2015. október 21. 18.00 |

| Nyíregyháza Spartacus FC (NB III)             | 1 – 1               | Vasas SC                                            |
| --------------------------------------------- | ------------------- | --------------------------------------------------- |
| Rezes 90+2' Kostić 43' Szokol 60' Törtei 120' | (1 – 0) Jegyzőkönyv | 56' 37' Remili 21' Preklet 34' Adamović 117' Hangya |
| Büntetőpárbaj                                 |                     |                                                     |
| Kostić Žofčák Rubus Kapacina Törtei           | 5–3                 | Debreceni Vida Berecz Adamović                      |

| Sóstói úti stadion, Nyíregyháza Nézőszám: 2 300 Játékvezető: Iványi Zoltán (magyar) Asszisztensek: Buzás Balázs és Medovarszki János |